# سینود الویرا

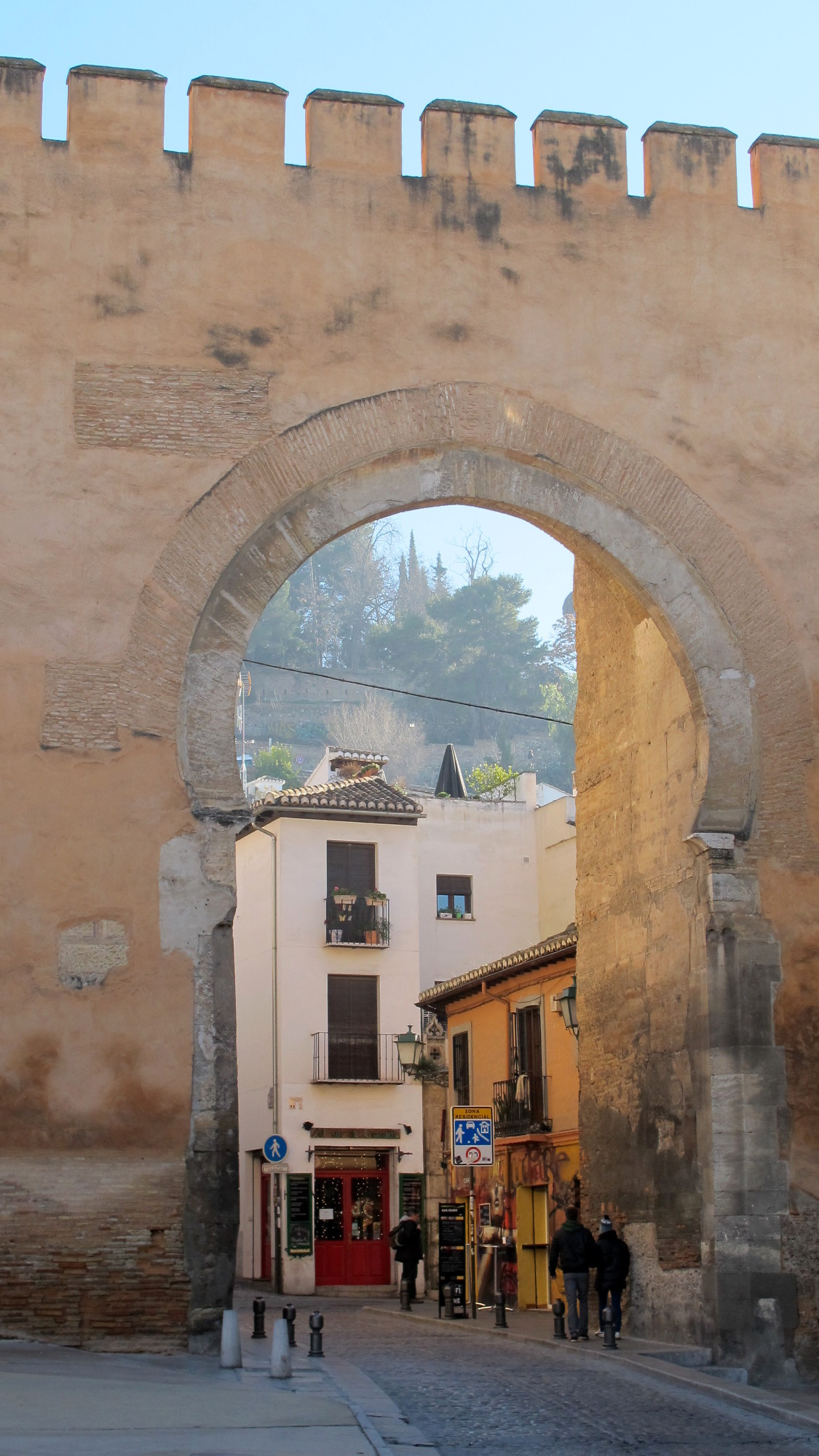
همانطور که برخی فکر می کنند، اگر شهر روم باستان الویرا در ناحیه آلبایسین گرانادا قرار داشت، ممکن است سینود در قرن یازدهم در این جا بوده باشد.

سینود الویرا (لاتین: Concilium Eliberritanum) یک مجمع یا سینود کلیسایی بود که در الویرا در امپراتوری روم غربی هیسپانیا بایتیکا، اکنون گرانادا در جنوب اسپانیا برگزار شد.